# Arongan (Arongan Lambalek)
Arongan is een bestuurslaag in het regentschap Aceh Barat van de provincie Atjeh, Indonesië. Arongan telt 98 inwoners (volkstelling 2010).